# Louis Berton
Pour les articles homonymes, voir Berton.
Louis Berton, né le 24 mai 1750 à Lyon (Rhône), mort le 6 septembre 1815 à Plaisance (Italie), est un militaire français de la Révolution et de l’Empire.

## États de service
Il entre en service le 1er avril 1777, comme aumônier dans le régiment d'Aquitaine, qui prendra le nom de 35e régiment d’infanterie en 1791, et en remplit les fonctions jusqu’au 1er octobre 1792. 
Le 16 juillet 1793, il intègre comme capitaine le 1er bataillon de chasseurs des Hautes-Alpes, qui deviendra successivement 3e demi-brigade d’infanterie légère en l’an II, puis 11e demi-brigade d’infanterie légère en l’an V, et il est nommé chef de ce bataillon le 19 juin 1795. Il fait les campagnes de 1793 à l’an VI, aux armées des Alpes et d’Italie, et il est blessé d’un coup de feu au bras droit le 23 novembre 1795, sous les murs de Loano. 
Le 1er août 1798, le 1er bataillon de la 11e légère, qu’il commande, est incorporé dans la 33e demi-brigade de ligne, et reste dans cette demi-brigade comme chef de bataillon surnuméraire jusqu’en juillet 1800, époque à laquelle il est employé en qualité de chef de la section historique du dépôt de la guerre. 
Il devient chef de bataillon titulaire dans le 33e régiment d'infanterie le 18 août 1801, à Tournai, et il est fait chevalier de la Légion d’honneur le 14 juin 1804. Il fait la campagne de 1806, avec l’armée de réserve en partie sur la rive droite du Rhin, et dans le Wurtemberg. Le 22 novembre 1806, il quitte Mayence, avec le 1er régiment provisoire, qu’il conduit jusqu’à Drejwo à quinze lieues en avant de Varsovie. 
Rentré en France, il en repart presque aussitôt, chargé du commandement du 15e régiment provisoire, et il est employé au mois de juin 1807, à couvrir l’île de Noga. Le 24 du même mois, il part pour Tilsit, où il est promu colonel commandant d’armes de 3e classe, par décret impérial en date du 6 juillet 1807. Le 29 janvier 1808, il passe à la citadelle de Plaisance, et le 8 juin suivant, il réunit le commandement de la ville à celui de la citadelle. Relevé de son commandement lors de l’évacuation de la ville en mai 1814, il est chargé de la surveillance des militaires français dans les hôpitaux  de Plaisance. Mis en demi-solde, il se fixe dans cette ville, et il est admis à la retraite le 3 juin 1814, avec autorisation de jouir de sa pension à Plaisance. Il y meurt le 6 septembre 1815.

## Sources
- A. Lievyns, Jean Maurice Verdot, Pierre Bégat, Fastes de la Légion-d'honneur, biographie de tous les décorés accompagnée de l'histoire législative et réglementaire de l'ordre, Tome 4, Bureau de l’administration, 1844, 640 p. (lire en ligne), p. 482.
- Danielle Quintin et Bernard Quintin, Dictionnaires des colonels de Napoléon, S.P.M., 2013, 978 p. (ISBN 978-2-296-53887-0, lire en ligne), p. 97-98
- « Cote LH/2781/17 », base Léonore, ministère français de la Culture